# Ellen Rometsch
 (mai 2024).
Ellen Rometsch (née Bertha Hildegard Elly le 19 septembre 1936 à Klenica) est une mannequin allemande accusée d'espionner aux États-Unis pour le compte de la République démocratique allemande dans les années 1960. À l'époque, elle vit à Washington et une rumeur veut qu'elle ait une liaison avec John Fitzgerald Kennedy. Ni son espionnage, ni cette liaison ne sont prouvés par le Federal Bureau of Investigation.

## Biographie

### Enfance et éducation
Ellen Rometsch, ses parents et ses six frères et sœurs vivent en Silésie, puis à Riesa. Rometsch travaille comme sténographe pour l'administration du district, tandis que ses parents travaillent au sein du gouvernement local. Lorsque la République démocratique allemande décide de collectiviser l'agriculture, en 1955, les Rometsch s'installent en Allemagne de l'Ouest.
Ellen Rometsch étudie le commerce chez ses parents, qui vivent désormais à Schwelm. Elle se marie et divorce rapidement. Elle rencontre rapidement son deuxième mari, Rolf Rometsch, à Siegburg et ils ont un fils en 1958.

### Vie aux États-Unis
Le mari d'Ellen Rometsch, membre de la Bundeswehr, accepte un emploi à Washington et la famille déménage en avril 1961. À son arrivée aux États-Unis, Ellen Rometsch travaille comme modèle de photographie,. La famille vit sur Military Road à Arlington.
Elle intègre rapidement les cercles mondains, fréquentant notamment le Quorum Club avec Carole Tyler, ancienne reine de beauté,. Personne n'y sait qu'elle est mariée, et les membres du club ont régulièrement des relations sexuelles avec des membres influents du gouvernement. Un mémo du Federal Bureau of Investigation du 3 juillet 1963 affirme que Rometsch vient de l'Allemagne de l'Est et a travaillé pour Walter Ulbricht, en raison de son poste de sténographe passé. Le FBI ouvre donc une enquête. Après une première rencontre avec la suspecte, les interrogateurs estiment qu'il a dû s'agir d'une fausse alerte et recommandent la fermeture du dossier.
À l'été 1963, Kennedy rencontre d'Ellen Rometsch. Bobby Baker, alors secrétaire des démocrates au Sénat américain, raconte avoir négocié leur liaison personnellement. Lorsqu'il est soupçonné de corruption, il raconte en détail cette liaison, Carole Tyler, l'amie de Rometsch, étant son assistante et lui-même étant proche du président. Le FBI se renseigne sur un groupe de femmes, pour la plupart d'origine allemandes, connues comme escort girls au sein du gouvernement, et J. Edgar Hoover se saisit personnellement du dossier. Le 14 août 1963, le mari de Rometsch est informé des infidélités de sa femme par sa hiérarchie et il demande le divorce au tribunal régional de Bonn.

### Retour en Allemagne
Les autorités américaines, sans preuve d'espionnage ni même preuves concrètes de la liaison, demandent l'expulsion d'Ellen Rometsch du territoire américain. En août 1963, elle quitte les États-Unis et son divorce pour faute est confirmé. Elle retourne à Schwelm auprès de ses parents et travaille comme laitière. Une rumeur, qu'elle nie, veut que la famille Kennedy ait acheté son silence en effectuant des virements sur un compte au Liechtenstein.
Fin octobre 1963, l'affaire paraît dans les journaux américains puis allemands et elle est traquée par des journalistes. Elle refuse de donner des interviews. En parallèle, aux États-Unis, les Républicains font monter l'affaire en ampleur, espérant pouvoir se débarrasser de Kennedy si le scandale est suffisamment important : les rumeurs sont de plus en plus détaillés et exagérées.
Après l'assassinat de John F. Kennedy, l'attention portée à Ellen Rometsch baisse rapidement. En février 1964, Lyndon B. Johnson demande au FBI un résumé de l'affaire Rometsch. En octobre 1964, Ellen Rometsch accorde sa seule interview, où elle explique qu'elle est une victime d'une rumeur exagérée pour des raisons électorales et que toutes les accusations d'espionnage qui l'accompagnent sont absurdes. Les archives de la Stasi ne contiennent en effet aucune information sur Rometsch, confirmant son innocence.
Rometsch se remarie avec Rolf Rometsch plus tard et le couple s'installe près de Bonn.
L'enquête du FBI dure jusqu'en 1987,.